# نيروغاه اتمي (حومة بوشهر)
نیروغاه اتمي (بالفارسية: نیروگاه اتمی) هي قرية تقع في إيران في منطقة مركزية ريفية. يقدر عدد سكانها بـ 3,341 نسمة .